# Aloe praetermissa
Aloe praetermissa är en grästrädsväxtart som beskrevs av T.A.Mccoy och John Jacob Lavranos. Aloe praetermissa ingår i släktet Aloe och familjen grästrädsväxter.
Artens utbredningsområde är Oman. Inga underarter finns listade i Catalogue of Life.